# Orthophytum catingae
Orthophytum catingae är en gräsväxtart som beskrevs av Elton Martinez Carvalho Leme. Orthophytum catingae ingår i släktet Orthophytum och familjen Bromeliaceae. Inga underarter finns listade i Catalogue of Life.